# العلاقات النيجرية الفرنسية
العلاقات النيجرية الفرنسية هي العلاقات الثنائية التي تجمع بين النيجر وفرنسا.

## مقارنة بين البلدين
هذه مقارنة عامة ومرجعية للدولتين:
| وجه المقارنة                                              | النيجر          | فرنسا                                                    |
| --------------------------------------------------------- | --------------- | -------------------------------------------------------- |
| المساحة (كم2)                                             | 1.27 مليون      | 643.80 ألف                                               |
| عدد السكان (نسمة)                                         | 21.48 مليون     | 67.12 مليون                                              |
| الكثافة السكانية (ن./كم²)                                 | 16.91           | 104.26                                                   |
| العاصمة                                                   | نيامي           | باريس                                                    |
| اللغة الرسمية                                             | لغة فرنسية      | لغة فرنسية                                               |
| العملة                                                    | فرنك غرب أفريقي | يورو، فرنك س ف ب، فرنك فرنسي، Livre tournois ‏            |
| الناتج المحلي الإجمالي (بليون دولار)                      | 8.12 مليار      | 2.58 تريليون                                             |
| الناتج المحلي الإجمالي (تعادل القوة الشرائية) بليون دولار | 19.01 مليار     | 2.87 تريليون                                             |
| الناتج المحلي الإجمالي الاسمي للفرد دولار أمريكي          | 358             | 36.20 ألف                                                |
| الناتج المحلي الإجمالي للفرد دولار أمريكي                 | 938             | 39.33 ألف                                                |
| مؤشر التنمية البشرية                                      | 0.348           | 0.888                                                    |
| رمز المكالمات الدولي                                      | +227            | +33                                                      |
| رمز الإنترنت                                              | .ne             | .fr، .bzh ‏، .tf، .re، .wf، .yt، .pm، .paris              |
| المنطقة الزمنية                                           | ت ع م+01:00     | أوروبا/باريس ‏، توقيت وسط أوروبا، توقيت وسط أوروبا الصيفي |

## مدن متوأمة
في ما يلي قائمة باتفاقيات التوأمة بين مدن نيجرية وفرنسية:
- ترتبط دوقوندوتشي [الإنجليزية]‏ مع أورسي [الإنجليزية]‏ باتفاقية توأمة.
- ترتبط تيساوا مع كونفلانز -سانت -هونورين باتفاقية توأمة.

## منظمات دولية مشتركة
يشترك البلدان في عضوية مجموعة من المنظمات الدولية، منها:
| علم المنظمة | اسم المنظمة                               | تاريخ انضمام النيجر | تاريخ انضمام فرنسا |
| ----------- | ----------------------------------------- | ------------------- | ------------------ |
|             | مؤسسة التنمية الدولية                     | 24 أبريل 1963       | 30 ديسمبر 1960     |
|             | يونسكو                                    | 10 نوفمبر 1960      | 4 نوفمبر 1946      |
|             | وكالة ضمان الاستثمار متعدد الأطراف        | 10 مايو 2012        | 28 ديسمبر 1989     |
|             | الأمم المتحدة                             | 20 سبتمبر 1960      | 24 أكتوبر 1945     |
|             | الفريق المعني برصد الأرض                  | ?                   | ?                  |
|             | الاتحاد البريدي العالمي                   | ?                   | ?                  |
|             | البنك الدولي للإنشاء والتعمير             | 24 أبريل 1963       | 27 ديسمبر 1945     |
|             | الاتحاد الدولي للاتصالات                  | 14 نوفمبر 1960      | 1866               |
|             | منظمة حظر الأسلحة الكيميائية              | ?                   | ?                  |
|             | مؤسسة التمويل الدولية                     | 7 يناير 1980        | 20 يوليو 1956      |
|             | المركز الدولي لتسوية المنازعات الاستشارية | 14 ديسمبر 1966      | 20 سبتمبر 1967     |
|             | منظمة التجارة العالمية                    | ?                   | 1995               |
|             | منظمة الشرطة الجنائية الدولية             | ?                   | ?                  |
|             | البنك الإفريقي للتنمية                    | ?                   | ?                  |

## أعلام
هذه قائمة لبعض الشخصيات التي تربطها علاقات بالبلدين:
- زكريا سليمان (لاعب كرة قدم نيجري، 29 ديسمبر 1994[21] – )
- سليمان مازادو (لاعب كرة قدم، 11 أبريل 1985 – )

## وصلات خارجية
- موقع وزارة الخارجية الفرنسية